# ПФК Локомотив (София) през сезон 2018/19
Сезон 2018/19 е 90-ият сезон в историята на Локомотив София и 3-тият пореден сезон във Втора лига. Той обхваща периода от 27 юли 2018 г. до 30 юни 2019 г.
През есенния полусезон, Локомотив завършва на 10-а позиция, след като е наказан за 4 мача без публика (по-късно намалени на 2 мача). Санкцията е наложена, тъй феновете на тима нахлуват на терена да бият съдиите, бесни от отсъжданията в пореден двубой от шампионата. В крайното класиране за сезона Локомотив заема 8-а позиция, след като през целия сезон отбелязва едва 25 гола, записвайки 9 победи, 9 равенства и 12 загуби.
Голмайстори с по 5 отбелязани гола са привлечените през пролетта Цветомир Вачев и Александър Александров. 10-те гола, които те отбелязват са равни на головете отбелязани от целия тим за 17 мача през есента на 2018 година. Централните нападатели Тодор Чаворски и Марио Йорданов бележат редовно, но основно в контролните срещи. Локомотив София започна надпреварата за Купа на България от 1/16 финалите, когато стартират участието си и всички останали отбори от Втора лига. В първия си двубой железничарите печелят с 0:1 срещу Добруджа в град Добрич.
На 1/8 финалите Локомотив губи с 2:3 от Септември (София), като гостите бележат 2 гола от дузпи. Септември достига до полуфиналите на турнира, където губи от бъдещия носител на Купата на България тимът на Локомотив (Пловдив).

## Преглед на сезона
| Турнир             | Стартиране  | Класиране  | Първи мач         | Последен мач     |
| ------------------ | ----------- | ---------- | ----------------- | ---------------- |
| Втора лига         | –           | 8          | 27 юли 2018       | 23 май 2019      |
| Купата на България | 1/16 финали | 1/8 финали | 25 септември 2018 | 30 октомври 2018 |

* Всички срещи са в българско часово време

* Последна промяна: 16 юни 2019

## Състав2018/2019
35 футболисти са част от състава, като 33-ма записват участие в двубоите от първенството на втория ешелон на българския футбол.